# USS Cheyenne (SSN-773)
Za druga plovila z istim imenom glejte USS Cheyenne.
USS Cheyenne (SSN-773) je bila zadnja zgrajena jedrska jurišna podmornica razreda los angeles.

## Zgodovina
Med operacijo Iraška svoboda je bila USS Cheyenne (SSN-773) prva podmornica, ki je izstrelila svoje izstrelke Tomahawk proti iraških ciljem.